# Ernst Hodel senior

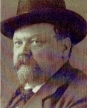
Ernst Hodel

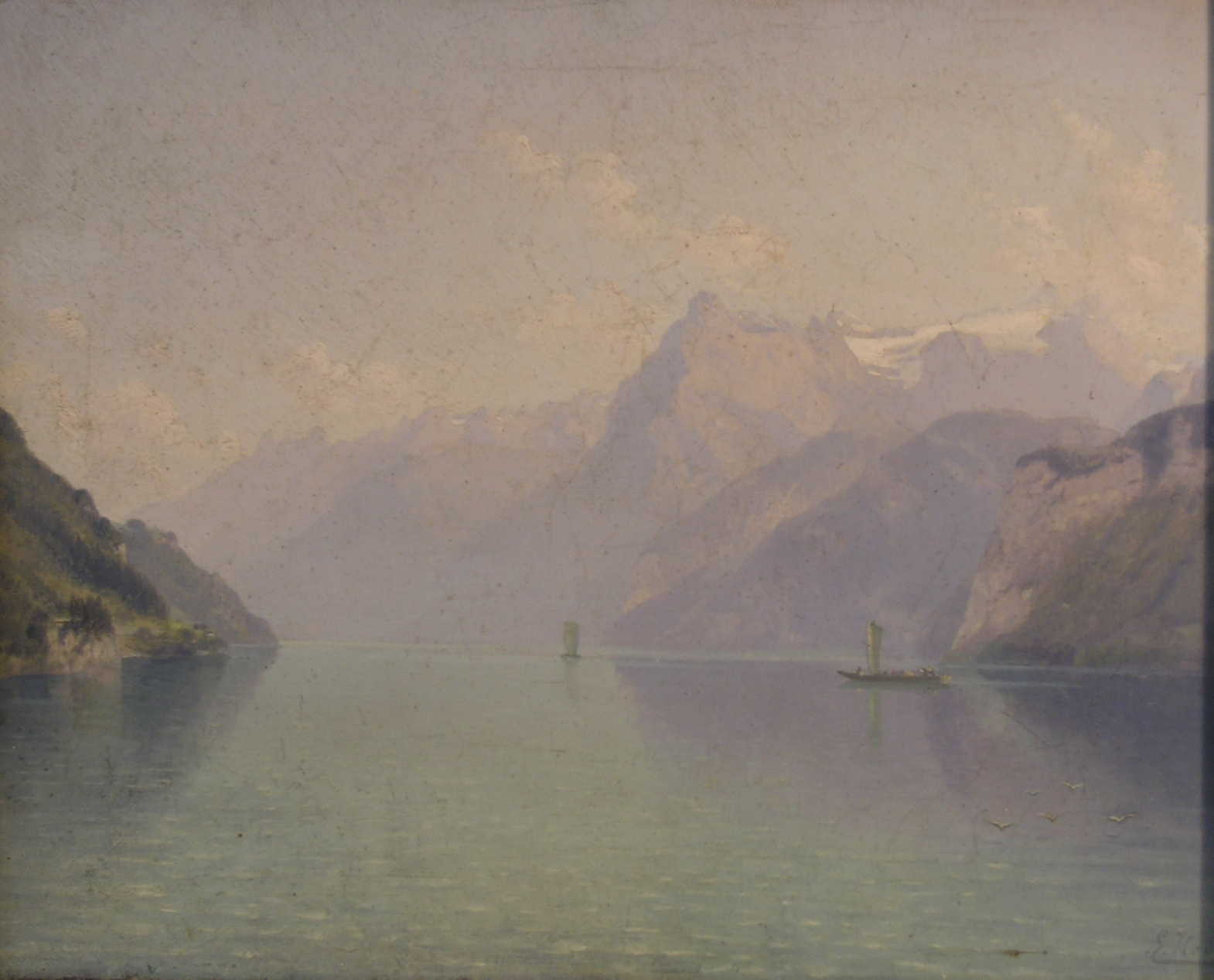
Vierwaldstättersee, ca. 1880

Ernst Hodel senior (* 8. Februar 1852 in Thun; † 13. Mai 1902 in Luzern) war ein Schweizer Landschaftsmaler und Panoramakünstler.

## Leben
Begeistert von der anmutenden Landschaft der Innerschweiz zog der Berner Landschaftsmaler Ernst Hodel senior ca. 1880 nach Luzern, wo er mit der Arbeit an großformatigen Alpenansichten begann. Zum Zweck einer permanenten Ausstellung erwarb er 1895 das Gebäude des ehemaligen Löwendenkmal-Museums in Luzern, in dem er mit seinem Sohn Ernst Hodel junior nach und nach ein eigenes Alpendiorama realisierte, welches 1901 schliesslich, ein Jahr vor seinem Tod, unter dem Namen Alpineum eröffnete.
In jüngeren Jahren teilte sich Hodel mit dem bekannten Schweizer Maler Ferdinand Hodler eine Ateliergemeinschaft in der Gegend von Münsingen im Kanton Bern. Seine letzte Ruhestätte fand er auf dem Friedhof Friedental.